# Claudia Rocío Mora
Claudia Rocío Mora Hurtado (13 de abril de 1971) es una actriz de cine y televisión colombiana.

## Biografía
Debutó en la actuación en 2001 en la telenovela Luzbel, está de visita de ahí siguió participando en series y telenovelas Amor a la plancha, Hasta que la plata que nos separe El clon, El man es Germán, Escobar, el patrón del mal y Enfermeras. En 2012 debutó en la película El paseo 2 dirigido por Dago García.

## Filmografía
- El testamento de un gallo (2020)
- Enfermeras (2019)
- Dios sabe como hace sus cosas (2018)
- Chica vampiro (2014)
- Mentiras perfectas (2013)
- Historias clasificadas (2012)
- Escobar, el patrón del mal (2012)
- Primera dama (2011)
- El man es Germán (2010)
- El clon (2010)
- Bella calamidades (2009)
- Hast qué la plata que nos separe (2006)
- Por amor a Gloria (2005)
- Casados con hijos (2004)
- Amor a la plancha (2003)
- Luzbel esta de visita (2001)